# Thierry Chevillard
 (novembre 2016).
Si vous disposez d'ouvrages ou d'articles de référence ou si vous connaissez des sites web de qualité traitant du thème abordé ici, merci de compléter l'article en donnant les références utiles à sa vérifiabilité et en les liant à la section « Notes et références ».
Pour les articles homonymes, voir Chevillard.
Thierry Chevillard, né en 1964 à Angers, est un écrivain français, auteur de romans policiers.

## Biographie
Thierry Chevillard suit des études de droit à la faculté d'Angers jusqu'à la maîtrise de droit privé.
Il obtient un diplôme de 3e cycle à l'Université Paris I en droit des organisations internationales et le Certificat d'Aptitude à la Profession d'Avocat en 1988. Il prête serment en 1989 et est inscrit à l'ordre des avocats du barreau de Paris depuis cette date.

## Romans
- The bad leitmotiv, éd. Le Serpent à Plumes, coll. « Serpent noir » (2000)  (ISBN 2-84261-184-5), réédition Gallimard, coll. « Folio policier » no 253 (2002)  (ISBN 2-07-041811-1)
- Dolores Escudo, Le Serpent à Plumes, coll. « Serpent noir » (2001)  (ISBN 2-84261-264-7)
- Ruth-Esther Weiller, Éditions Hors Commerce, coll. « Hors bleu » no 34  (ISBN 2-910599-90-6)
- Le Cabanon, Garance éditions, coll. « Garance romans » (2004)  (ISBN 2-9521448-0-X)
- Le Cabanon, Amazon Kindle (2013)
- Sept Tableaux de la vie d'une call-girl, L. Scheer (2014)  (ISBN 978-2-7561-0442-3)
- Le Bouc du mal, T1 - Le Carnet noir, Fides (2014)  (ISBN 978-2-7621-3709-5)
- Le Bouc du mal, T2 - Le Roi des rats, Fides (2015)  (ISBN 978-2-7621-3867-2) )
- Le Bouc du mal, T3 - La Meute, Amazon Kindle (2017)
- Chagatte, Amazon Kindle (2018)
- Mohamed Laribhi, Amazon Kindle (2018)
- Laura, I,II,II. Théâtre I, Amazon Kindle (2018)
- Voyous - Théâtre II, Amazon Kindle (2018)
- L'Homme du camp - Théâtre III, Amazon Kindle (2018)
- Commis d'office-Chroniques de garde à vue, Mareuil éditions (2020)  (ISBN 978-2-372541-48-0)
- Mauricette Lavigne, scénario, numéro de dépôt SACD 000461254